# Wyspy Paracelskie
Wyspy Paracelskie (chiń. 西沙群島, Xīshā Qúndǎo; wietn. Quần Đảo Hoàng Sa) – grupa małych wysp położonych na Morzu Południowochińskim ok. 325 km na wschód od Wietnamu.
Wyspy są otoczone przez morze, pod którego dnem znajdują się potencjalne złoża ropy naftowej i gazu. W 1932 Indochiny Francuskie anektowały terytorium i na jednej z wysp (Pattle Island) utworzyły stację meteorologiczną. Po zakończeniu I wojny indochińskiej w 1954 roku wyspy zostały przyłączone do Wietnamu Południowego. W roku 1974 terytorium zostało zajęte przez siły zbrojne Chińskiej Republiki Ludowej na podstawie roszczeń określonych za pomocą linii dziewięciu kresek i od tej pory należy do tego państwa. Do wysp roszczą sobie prawo także Wietnam i Republika Chińska (Tajwan). Podobnie jak Wyspy Spratly, terytorium jest administrowane przez chińską prowincję Hajnan. Wyspy zamieszkuje ponad 1400 stałych mieszkańców. Ludność wyspy zajmuje się rybołówstwem oraz połowem pereł.
Najwyższy punkt wysp, mierzący zaledwie 14 m n.p.m., znajduje się na Rocky Island (chiń. 石岛 lub 石島, Shí Dǎo; wietn. Đảo Đá).